# Bouteilles-Saint-Sébastien
Bouteilles-Saint-Sébastien is een gemeente in het Franse departement Dordogne (regio Nouvelle-Aquitaine) en telt 189 inwoners (1999). De plaats maakt deel uit van het arrondissement Périgueux.

## Geografie
De oppervlakte van Bouteilles-Saint-Sébastien bedraagt 14,3 km², de bevolkingsdichtheid is 13,2 inwoners per km².
De onderstaande kaart toont de ligging van Bouteilles-Saint-Sébastien met de belangrijkste infrastructuur en aangrenzende gemeenten.

## Demografie
Onderstaande figuur toont het verloop van het inwonertal (bron: INSEE-tellingen).